# موتور حاجی یوسف ریگی
موتور حاجی یوسف ریگی یک منطقهٔ مسکونی در ایران است که در دهستان بزمان واقع شده‌است.